# マリア・グレース・コー
マリア・グレース・コー（Maria Grace Koh、1992年10月26日 -）は、ブルネイの女子競泳選手。
8歳から水泳を始め、10歳のときに初めて代表として国際大会に出場している。2008年には北京オリンピックの代表に陸上競技のモハマド・ヤジド・ヤティミ・ユソフとともに選ばれ、北京市内で調整を行っていたがブルネイオリンピック委員会による選手登録の遅れにより出場できなかった。